# Uniwersytet w Campinas
Uniwersytet w Campinas, Universidade Estadual de Campinas – brazylijska uczelnia wyższa z siedzibą w Campinas.